# باكارات، ميرث إي موزيل
باكارا (الألمانية: Burgambach؛ ‎fr‏) هي بلدية في مقاطعة مورت وموزيل في منطقة غراند إيست في شمال شرق فرنسا.
حصلت البلدية على ثلاث زهور من المجلس الوطني للمدن والقرى المزهرة في مسابقة المدن والقرى المزهرة.

## الجغرافيا
تقع باكارا في المنطقة (arrondissement) من لوني فيل في مقاطعة مقاطعة مورت وموزيل.
تقع باكارا على بُعد حوالي 25 كم جنوب شرق لوني فيل و30 كم شمال غرب سانت ديه دي فوزج في وادي نهر مورث بين هضبة دينيفر والتلال الحرجية من جرامونت. يمكن الوصول إلى البلدية عبر الطريق الوطنية N59 من برترشامب في الجنوب الشرقي، والذي يمر عبر قلب البلدية شرق المدينة ويستمر شمال غربًا للانضمام إلى N333 جنوب شرق لوني فيل. كما يمر D590 من برترشامب ويعبر المدينة مستمرًا شمال غربًا إلى أزرايل، بينما يذهب D19 شمالًا من القرية إلى جيلاكو، وD935 يذهب شمال شرقًا من المدينة إلى ميرفيل وأيضًا جنوب غرب، حيث يتغير إلى D435 عند الحدود الإدارية إلى مينيل-سور-بيلفيت. تمر خطوط السكك الحديدية أيضًا عبر البلدية مع محطة بالقرب من المدينة، وتواصل خط السكك الحديدية القادم من أزرايل في شمال غرب المدينة إلى برترشام في الجنوب الشرقي. تحتوي البلدية على غابة كبيرة في الشرق مع بقية البلدية مزيج من الغابات والأراضي الزراعية. يمر نهر مورث عبر البلدية والمدينة من الجنوب الشرقي ويتدفق شمال غربًا لينضم في النهاية إلى موزيل عند كوستين. يتدفق رويسو دي بينغوت من الشرق من البلدية وينضم إلى مورث في جنوب البلدية.
قالب:موقع جغرافي

## التاريخ

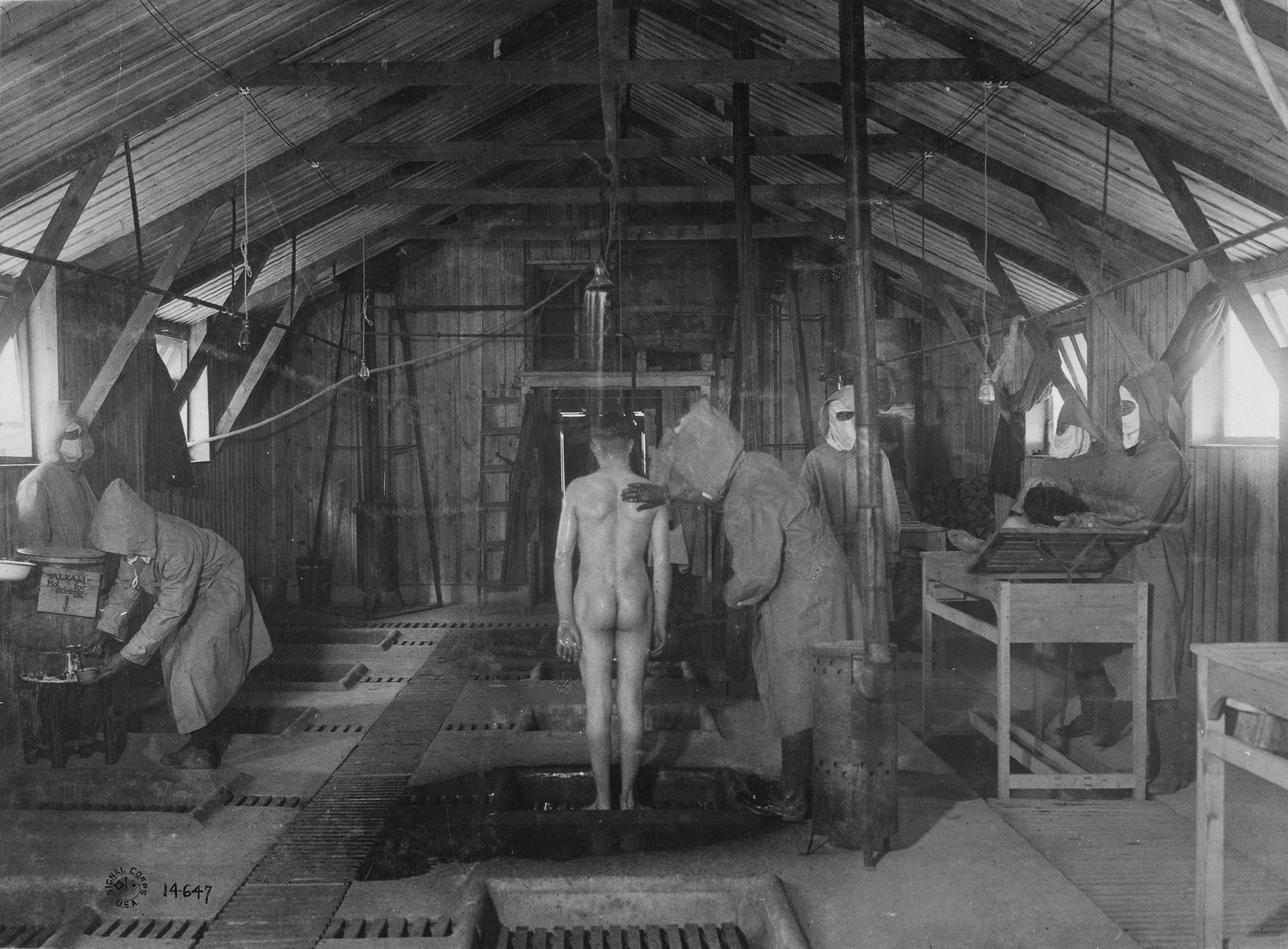
مستشفى أمريكي رقم 2 في باكارا متخصص في علاج المرضى الذين تعرضوا للغازات السامة خلال الحرب العالمية الأولى، 8 يونيو 1918

كانت باكارا في الأصل ضاحية لمدينة دينيفر التي تعود أصولها إلى الرومان. يأتي اسم بكارا ربما من Bacchi-ara ("مذبح باخوس")، وهو الاسم الذي كان يُطلق على قلعة رومانية لا تزال هناك بقايا تُعرف باسم برج باخا على مرتفعات دينيفر.
كانت القلعة تابعة لـ أبرشية ميتز. في عام 1305، كرس هنري، اللورد الأول من بلامونت من بيت سالم، دينيفر لأسقف ميتز ولضمان سلامتها، بنى برج فوييه في أسفل الجرف. تشكلت ضاحية عند قاعدته: كانت هذه هي أصل باكارا (التي تم تهجئتها باقارات، باكاررويت، بيكاررات، وباكاررات). ظهر اسم بكارا لأول مرة في عام 1291.
في عام 1459، كانت المدينة معروفة بشكل أفضل بـ التجار وكذلك النبيذ. سمح لويس الخامس عشر بإنشاء مصنع زجاج في عام 1764 بناءً على رغبة أسقف ميتز الذي كان حريصًا على بيع الإنتاج المحلي الهام من الحطب. استجاب مصنع زجاج يدعى أنطوان ريناوت لهذا الترخيص. أصبح المصنع مصنع كريستال في عام 1817 وتم بيعه إلى شركة الكريستال في عام 1881، مما حقق شهرة عالمية تحت اسم بكارا. أدى العدد المتزايد من العمال إلى تطوير البلدية مع بناء المنازل والمدارس والمتاجر والطرق والصناعات الصغيرة، لكن الحرب أوقفت هذا التطور.
في عشية الحرب العالمية الأولى، كانت المدينة موطنًا للواء العشرين من صائدي القدم في ثكنات هكسو - لا تزال بعض المباني موجودة اليوم. تميزت الفترة بين الحربين العالميتين ببناء الكنيسة والجسر ومبنى البلدية (1924). خلال الحرب العالمية الثانية، تعرضت المدينة لأضرار كبيرة بما في ذلك تدمير الكنيسة في أكتوبر 1944. تم تحرير المدينة على يد الفرقة المدرعة الثانية الفرنسية في 31 أكتوبر 1944، واستأنفت المدينة توسعها الصناعي في عام 1945. تم إعادة بناء الكنيسة في عام 1953.

### الهيرالدية
| شعار باكارات | هذه هي شعارات الفصل من الكاتدرائية في متز التي كانت تملك اللوردية، مع كأسة مزودة بقائم ترمز إلى صناعة الزجاج الكريستالي. الشعار: قسمت بواسطة الفسيفساء، 1 أحمر ذراع يد يمينية بلون اللحم تحمل سيفًا بنفس المقبض والجراب بالذهب بين دائرتين بنفس اللون؛ 2 أزرق كأس فضية. |

## الإدارة

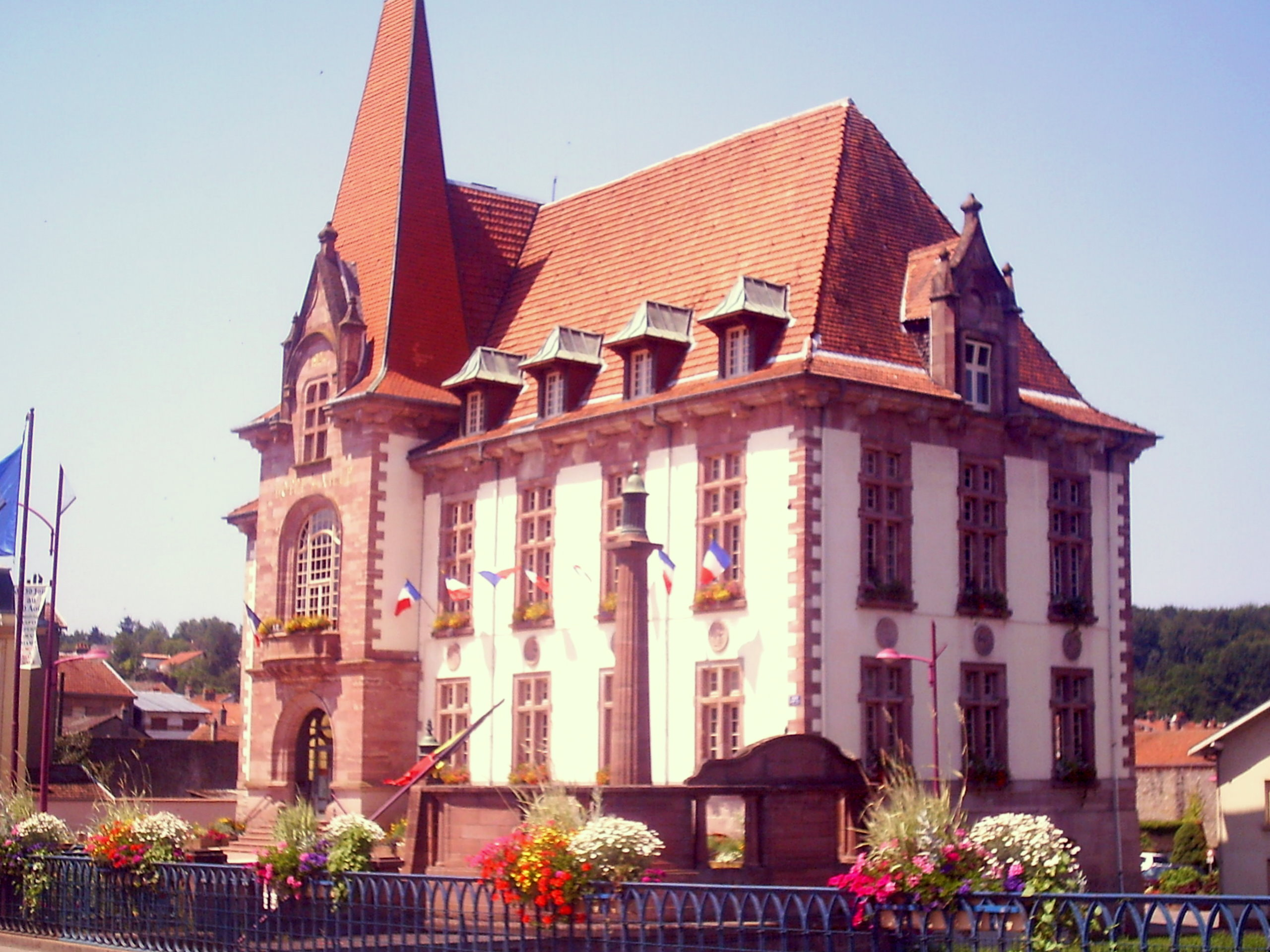
دار البلدية

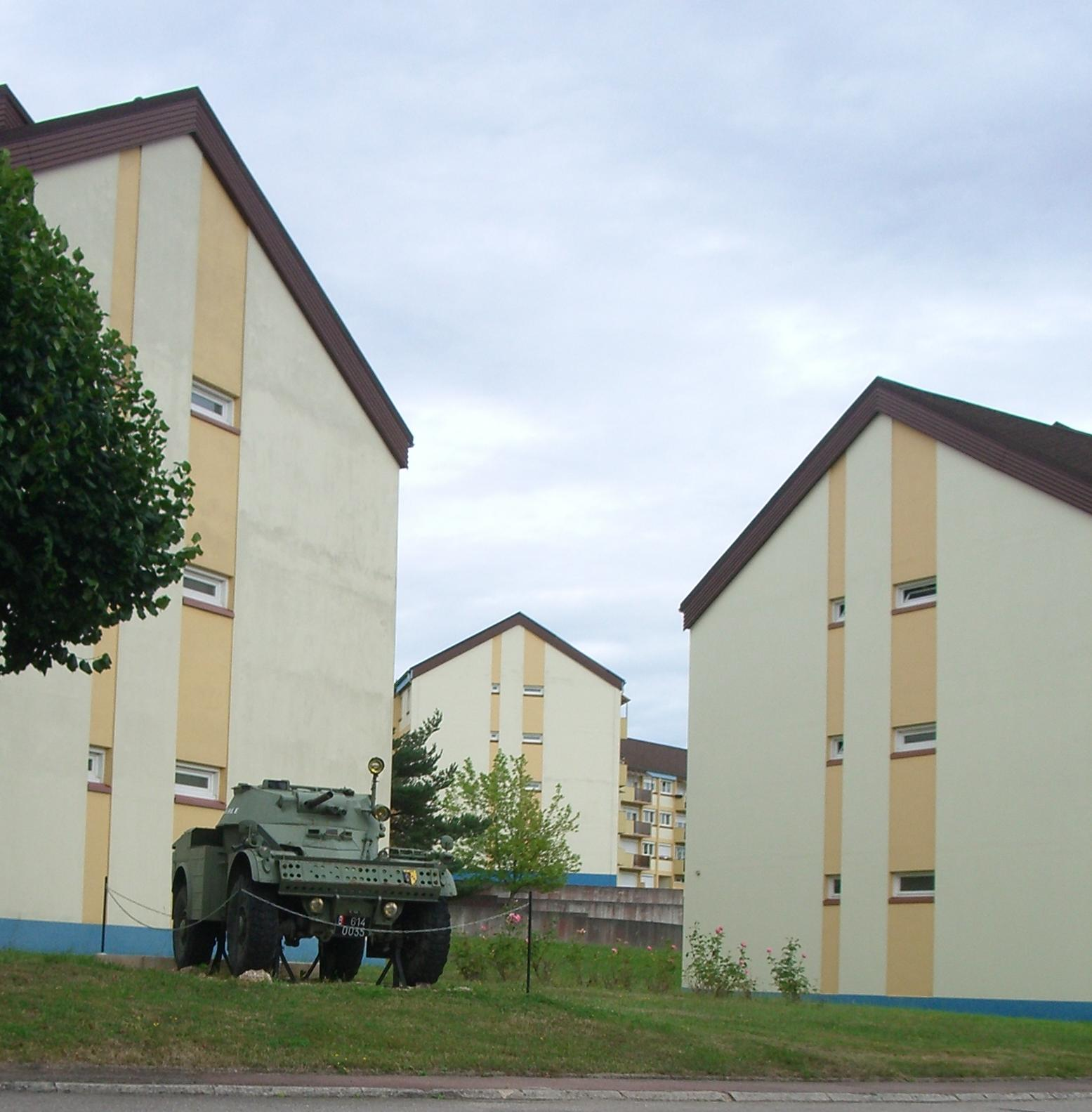
فوج الدرك المتنقل في باكارات

تتضمن كانتون باكارات 20 بلدية: أزراييل، باكارات الحقيقية، بيرتريشام، بروفيل، دينيفر، فلين، فونتينوي-لا-جوته، جيلوكورت، غلونفيل، هابلاينفيل، لاشابيل، ميرفيلر، مينغيفيل، مونتينغي، بيتونويل، ريهيري، ثيافيل-سور-مورت، فاكفيل، فاكسانفيل، وفيناي.
تم إنشاء مجتمع بلديات الكريستال في 1 يناير 2004 لربط باكارات مع البلديات المجاورة للاشابيل وثيافيل-سور-مورت.
في عام 2010، حصلت باكارات على شهادة العلامة كـ "مدينة الإنترنت @@" (مدينة الإنترنت).
قائمة رؤساء البلديات المتعاقبين
| من   | إلى  | الاسم                  | الحزب           | المنصب               |
| ---- | ---- | ---------------------- | --------------- | -------------------- |
|      | 1857 | جان جوزيف غريغوار      |                 |                      |
| 1914 | 1914 | آرثر ماري جوزيف تيسران |                 |                      |
| 1965 | 1971 | جان ماري فاف           |                 | طبيب، ولد في فيشيراي |
| 1971 | 1975 | أندريه فيول            |                 |                      |
| 1975 | 1983 | جورج هومبيرت           |                 |                      |
| 1983 | 1989 | ميشيل باكوس            |                 |                      |
| 1989 | 2001 | جان ماري فاف           |                 |                      |
| 2001 | 2008 | ميشيل لو بايج          | الحزب الاشتراكي |                      |
| 2008 | 2014 | جوزيت رينو             |                 | قنصل فرنسي متقاعد    |
| 2014 | 2026 | كريستيان جيكس          | الحزب الاشتراكي | مهندس                |

### التوأمة
تتمتع باكارات بتعاون توأمي مع:
- جرنسباخ (ألمانيا) منذ 1962.

## السكان
يُعرف سكان البلدية باسم باكوموا أو باكومواز باللغة الفرنسية.

## الاقتصاد
تشتهر المدينة بمصنع الزجاج والكريستال المعروف باسم باكارات، الذي بدأ عمله منذ عام 1765. تم تأسيس تقنيته بواسطة إيميه غابرييل دارتغيس. تم منح العديد من عماله تحت إدارة السيد رولان-غوسيلين في الخمسينيات لقب أفضل عامل في فرنسا.
في وقت الحرب الفرنسية البروسية، كانت المدينة معروفة أيضًا بتجارة كبيرة في الأخشاب، العجلات، الألواح، والفحم.

## الثقافة والتراث

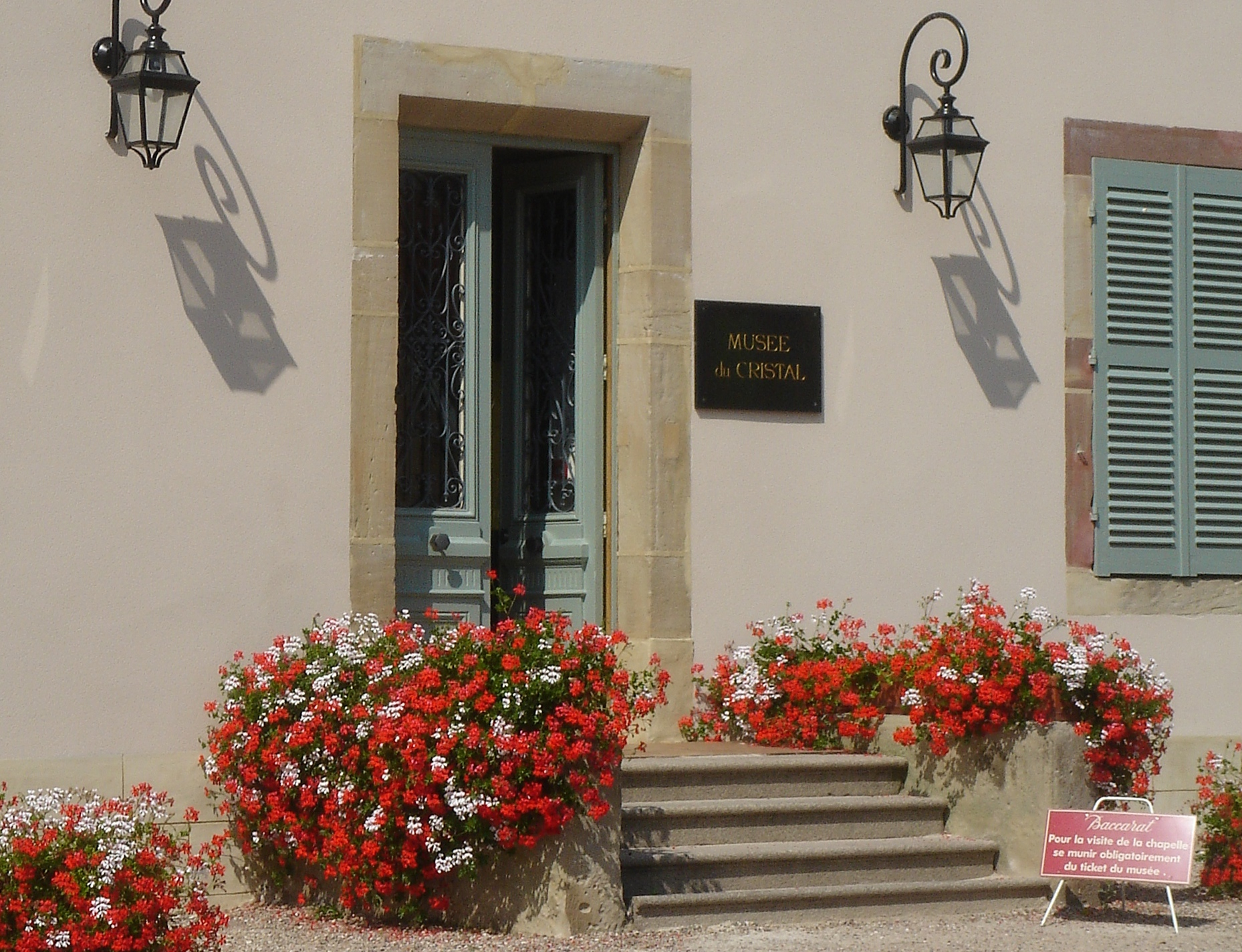
متحف باكارات

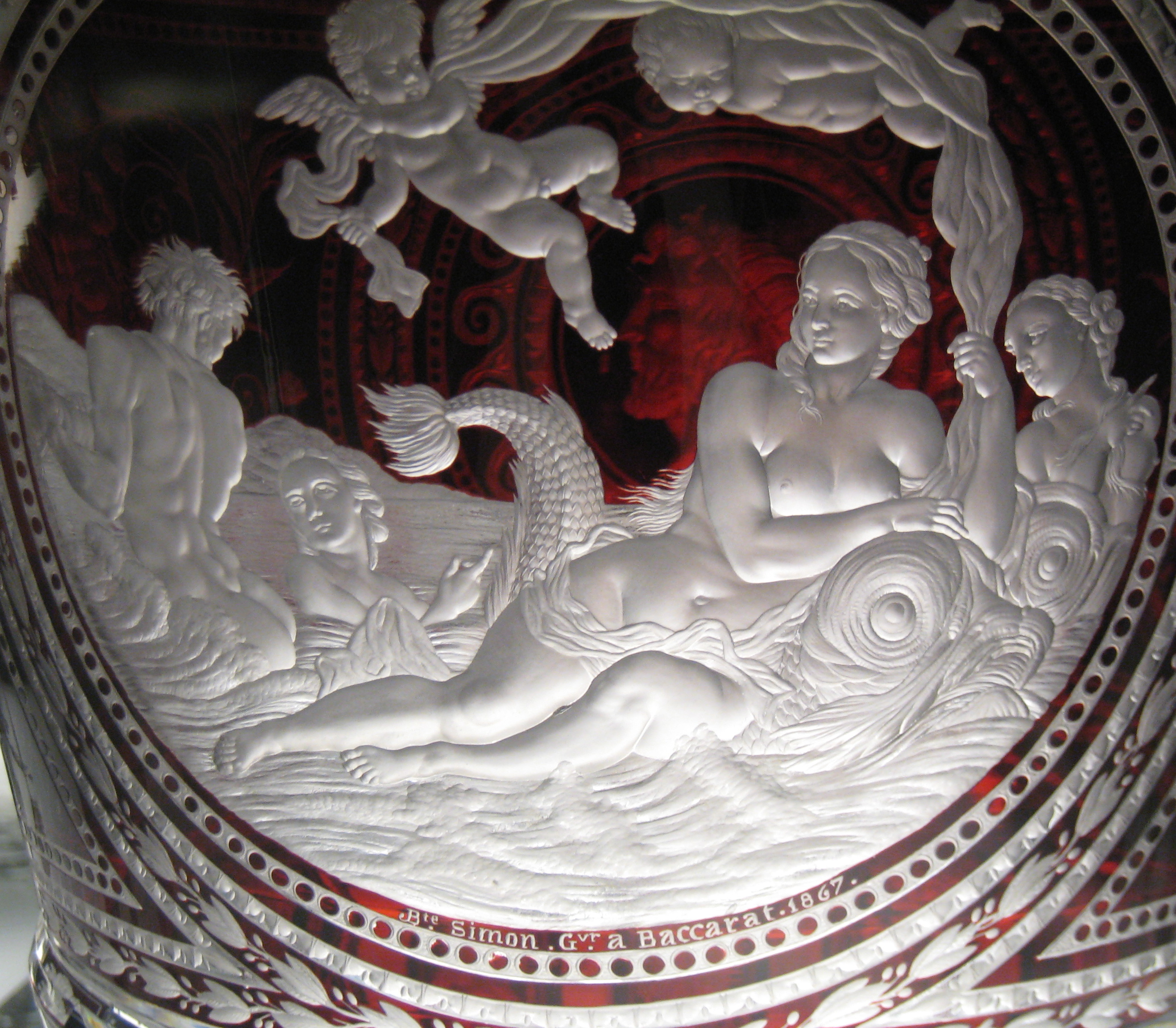
كائن زجاجي في متحف باكارات، باريس

### التراث المدني
تحتوي البلدية على العديد من المواقع المسجلة كمعالم تاريخية:
- مصنع بيرثلون للغاز في 28 شارع الكتيبة العشرين (1909)[17] يحتوي المصنع على عداد غاز (القرن التاسع عشر) الذي تم تسجيله كعنصر تاريخي.[18]
- شركة الإنشاءات المعدنية في باكارات (مصنع المعادن) في 30 شارع الكتيبة العشرين (1913)[19]
- محطة الطاقة الكهرومائية في شارع البلور (1927)[20]
- مصنع الغاز في 49 شارع البلور (1851)[21]
- قلعة البلور (الآن متحف) في 6 شارع البلور (1764)[22] تم توسيعها لصالح إيمي دارتغ، الحائز على مصنع الزجاج في 1816 من خلال إضافة جسمين جانبيين في 1817. تم استخدامها كمسكن لمديري أعمال البلور من منتصف القرن التاسع عشر. تم تحويل جزء من الطابق الأرضي الآن إلى متحف لمنتجات كريستال باكارات. تم تقسيم الحديقة بواسطة شارع مفتوح في النصف الأول من القرن التاسع عشر وتم تقسيم جزء منها (الموجود غرب الدفيئة) في السنوات الأخيرة من القرن التاسع عشر لبناء مدينة العمال. هناك أيضًا بعض الأرشيفات الخاصة.
- مصنع سانت آن للزجاج (الآن كريستاليري دي باكارات  [لغات أخرى]‏) في 6-49 شارع البلور (1764-1954)[23] يحتوي المصنع على لوحة زجاجية ملونة تصور عمال الزجاج (1992) التي تم تسجيلها كعنصر تاريخي.[24]
- منشار خشب في 4أ شارع همبيير (القرن التاسع عشر)[25]
- مصنع دروارد وبيرثولت للقفل والمعادن (الآن شركة الإنشاءات المعدنية في باكارات) في 10 شارع لاشابيل (1873)[26]
- مصنع الألبان السابق (الآن ورشة سيارات) على طريق مرفيلير (1930)[27]
- مطحنة دنوفر السابقة (الآن مصنع للزخرفة والنقش على البلور) في شارع مطحنة دنوفر (1836)[28]
- مدينة العمال (1764-1892)[29]

معرض زجاج باكارات في Petit Palais بباريس، نوفمبر 2014

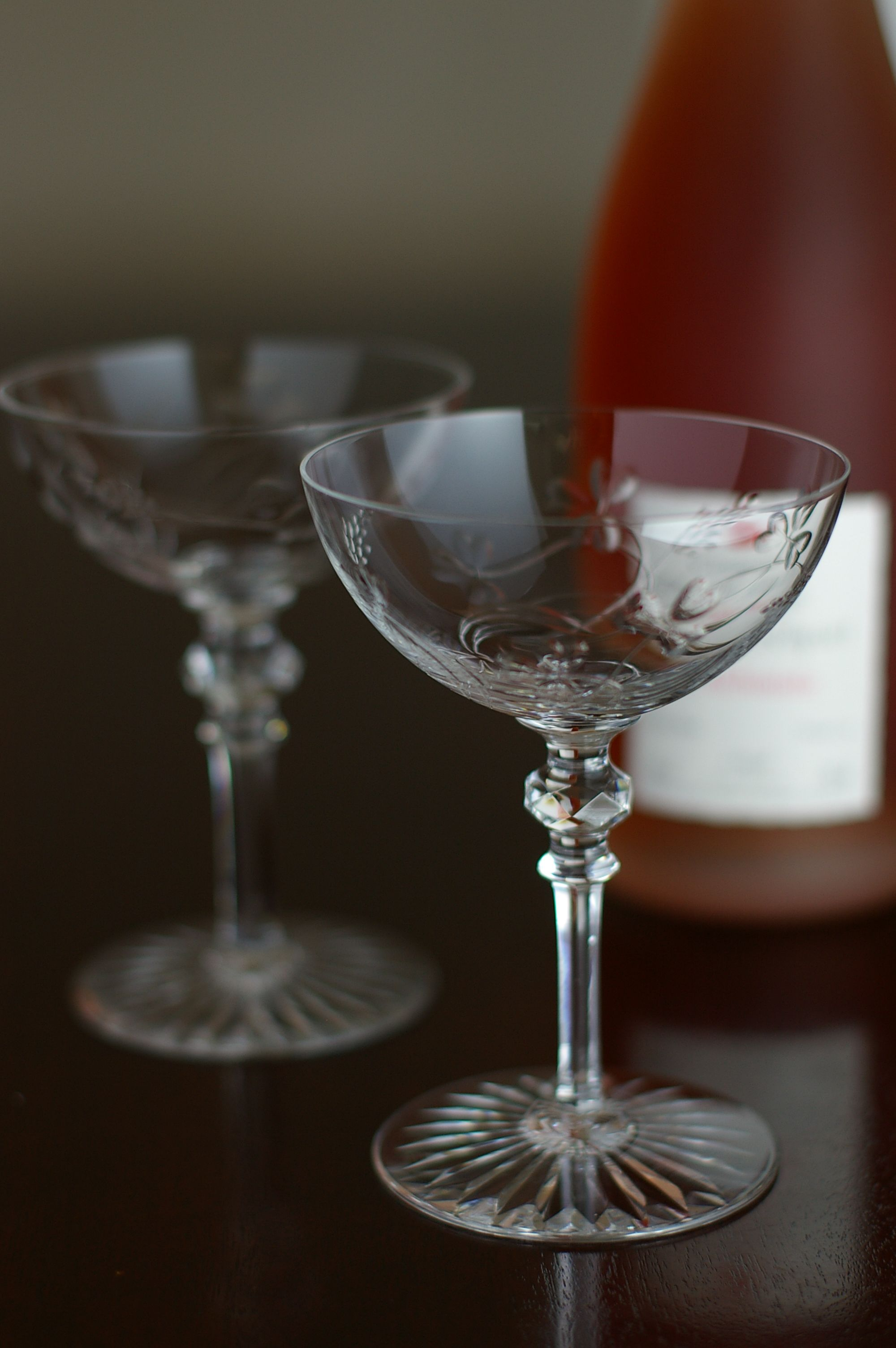
كأس الشمبانيا 1890
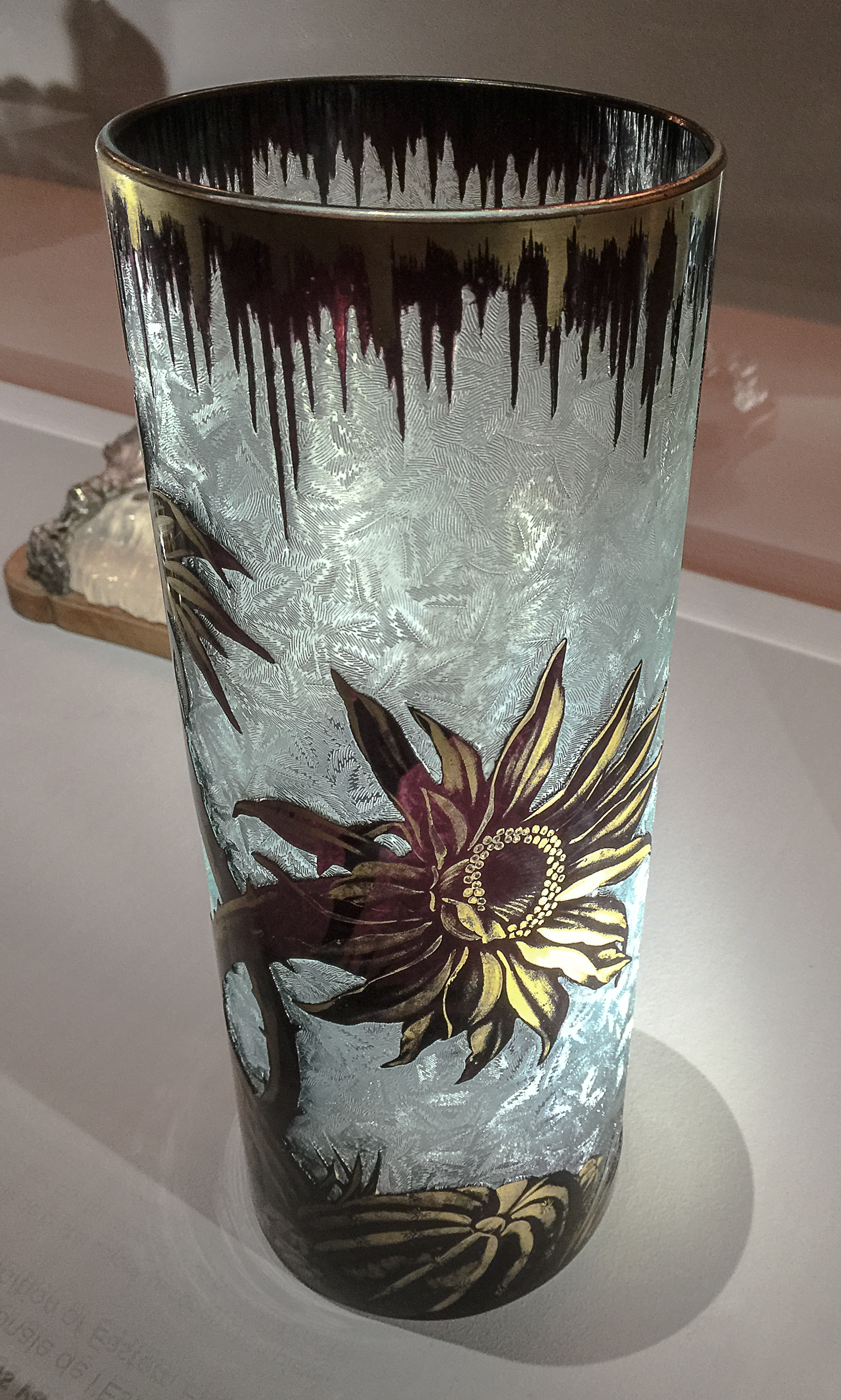
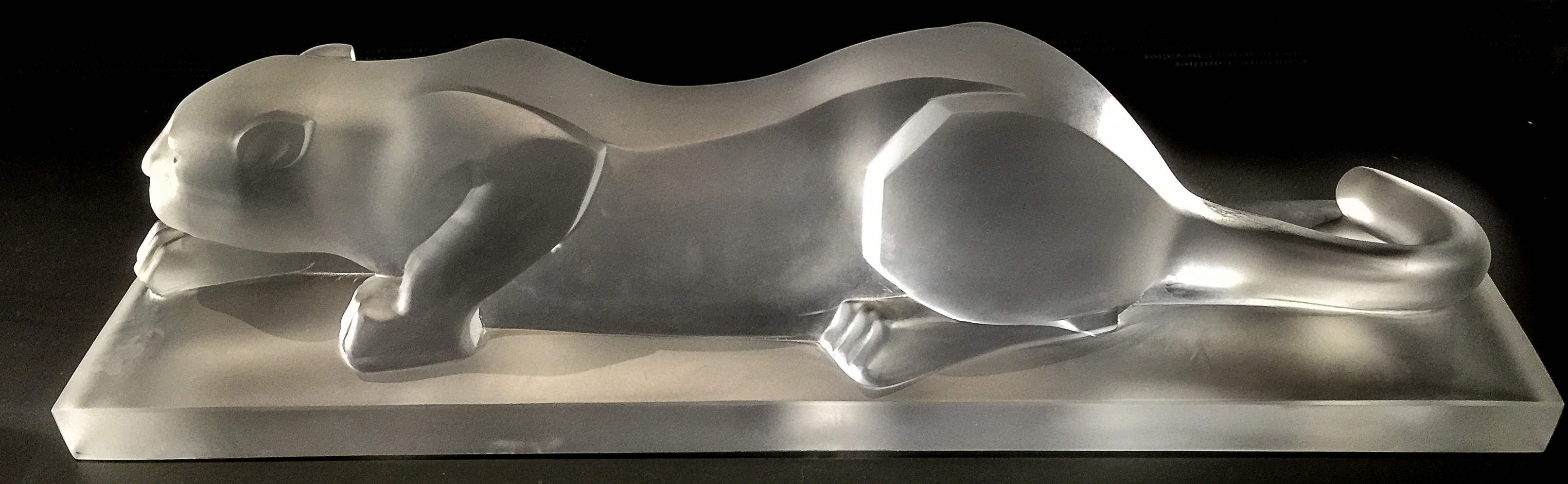
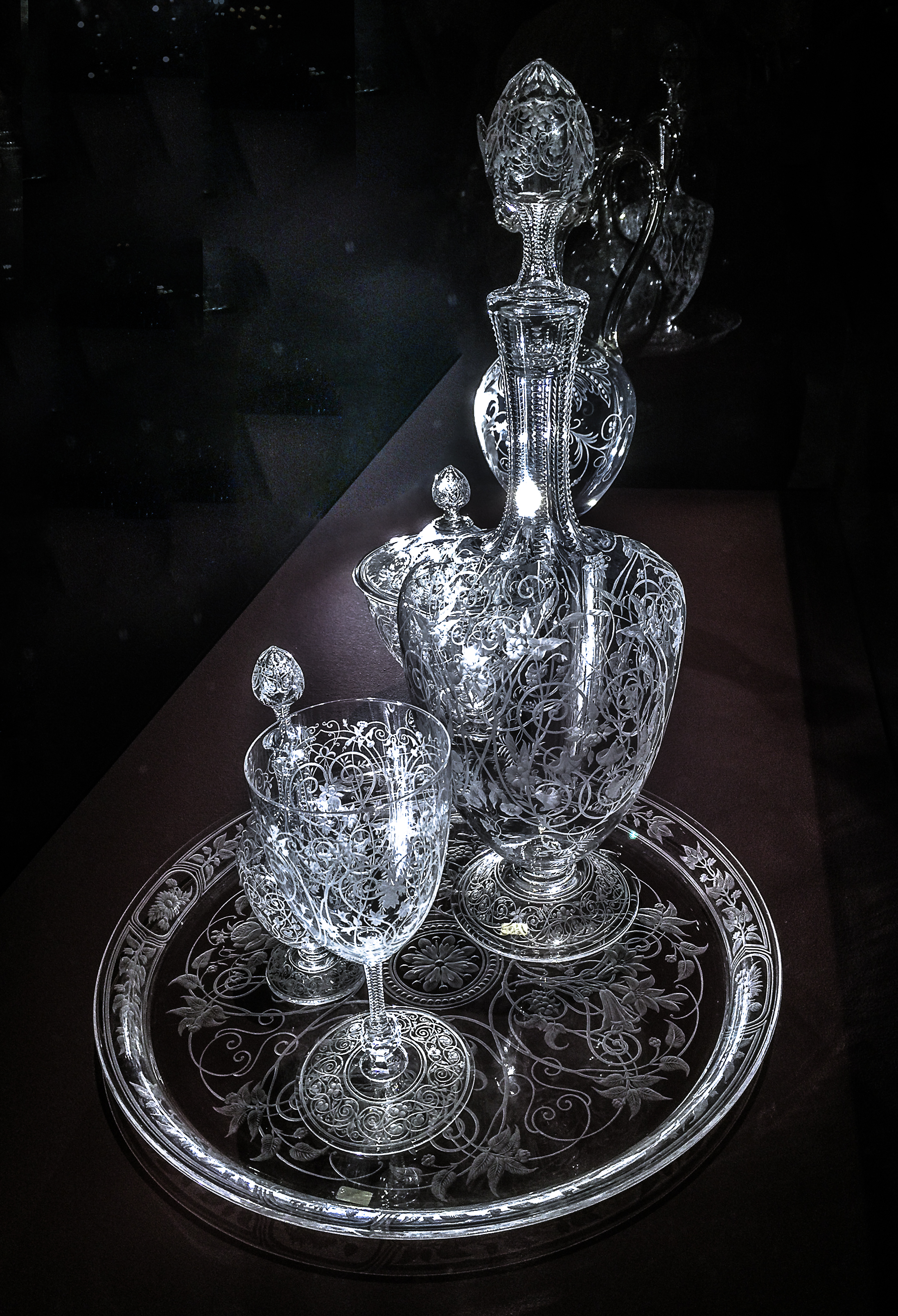
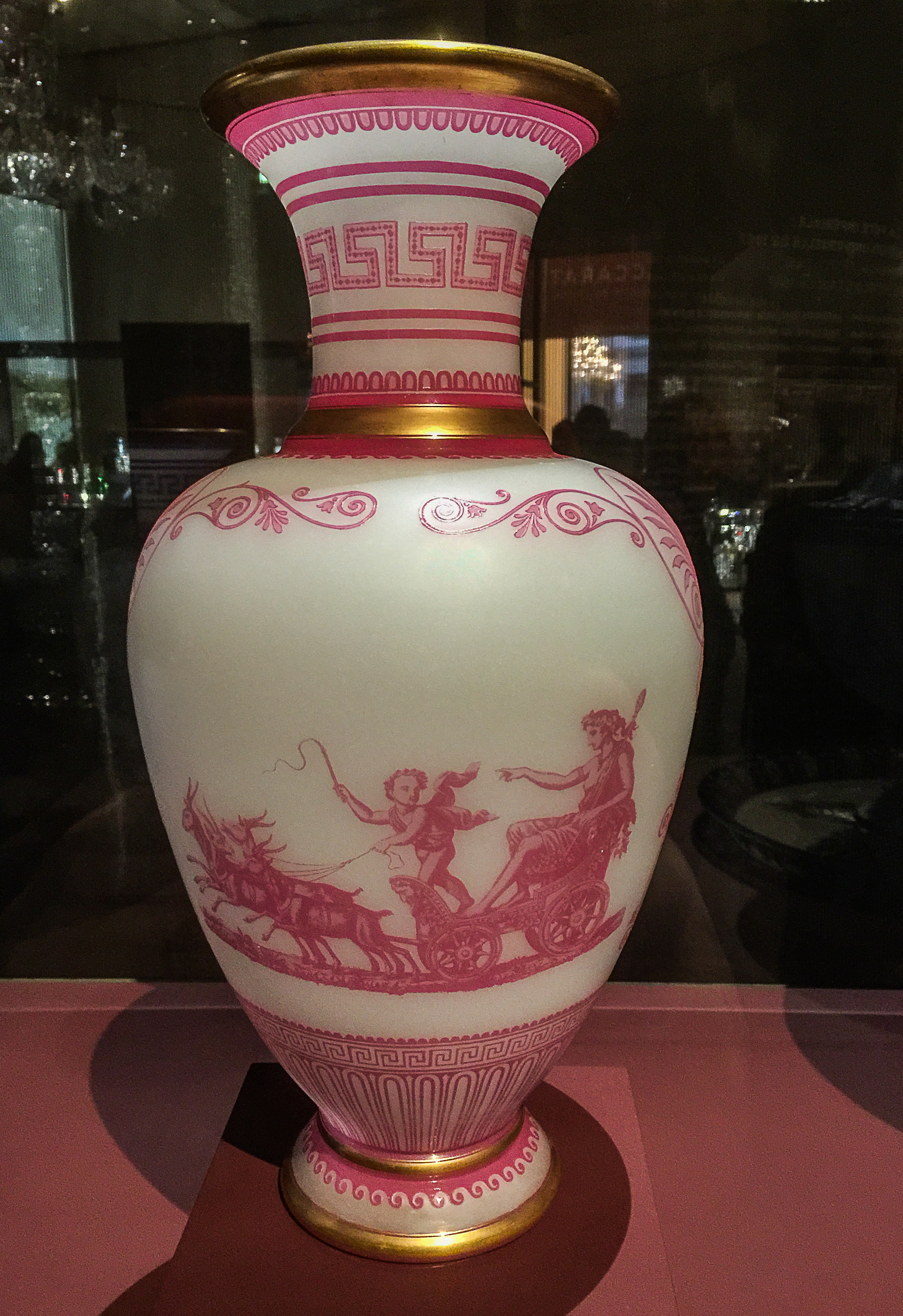
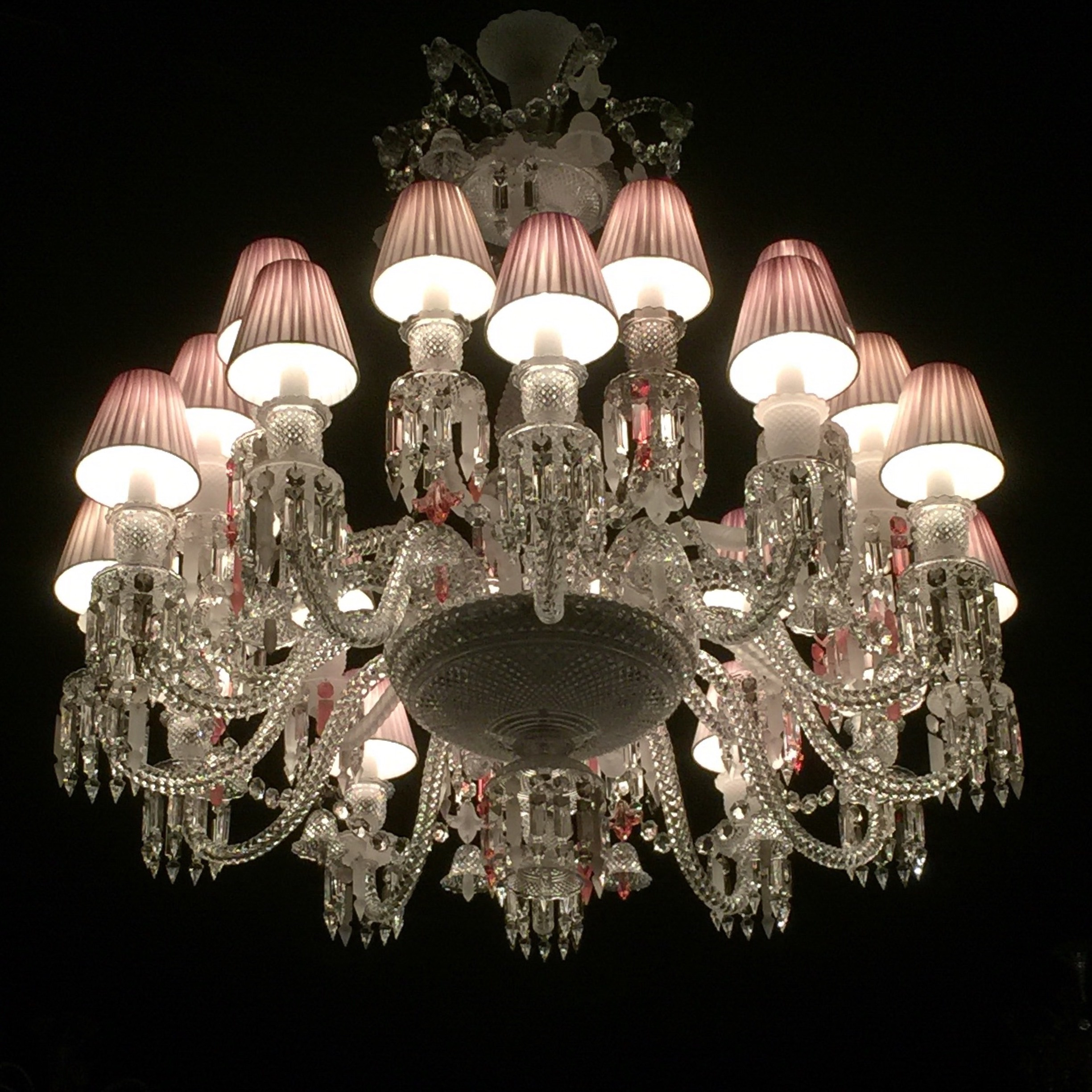
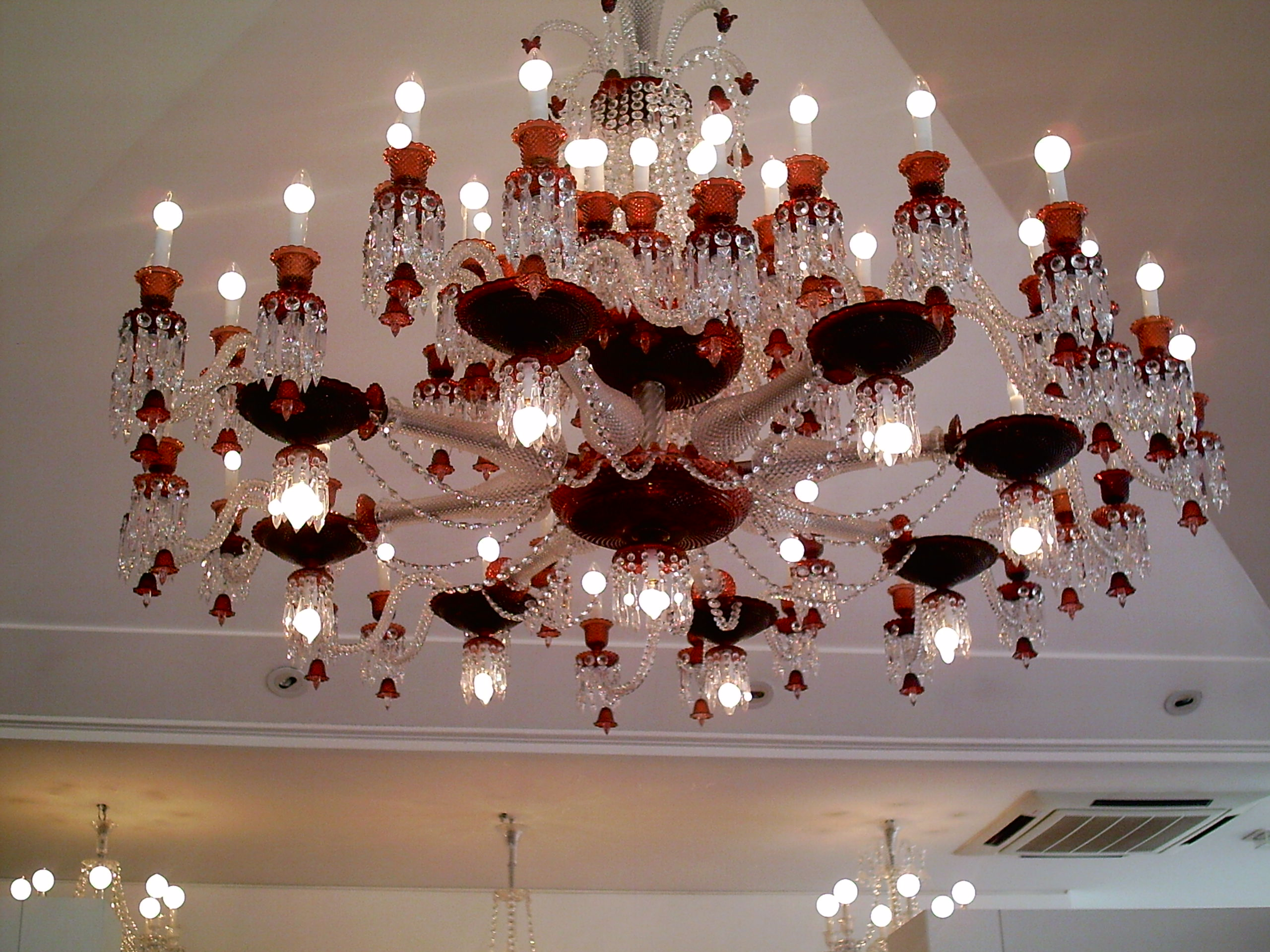
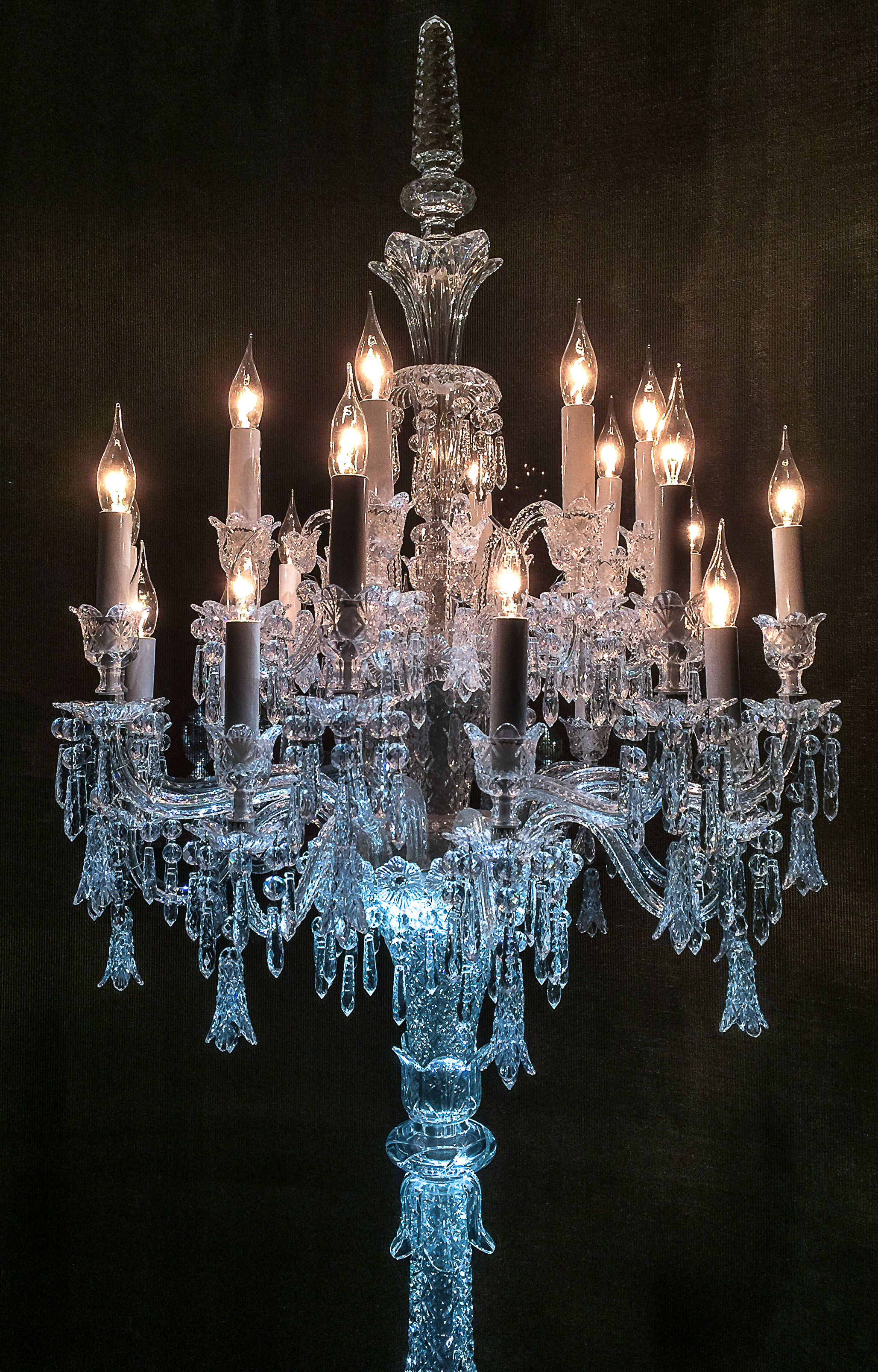
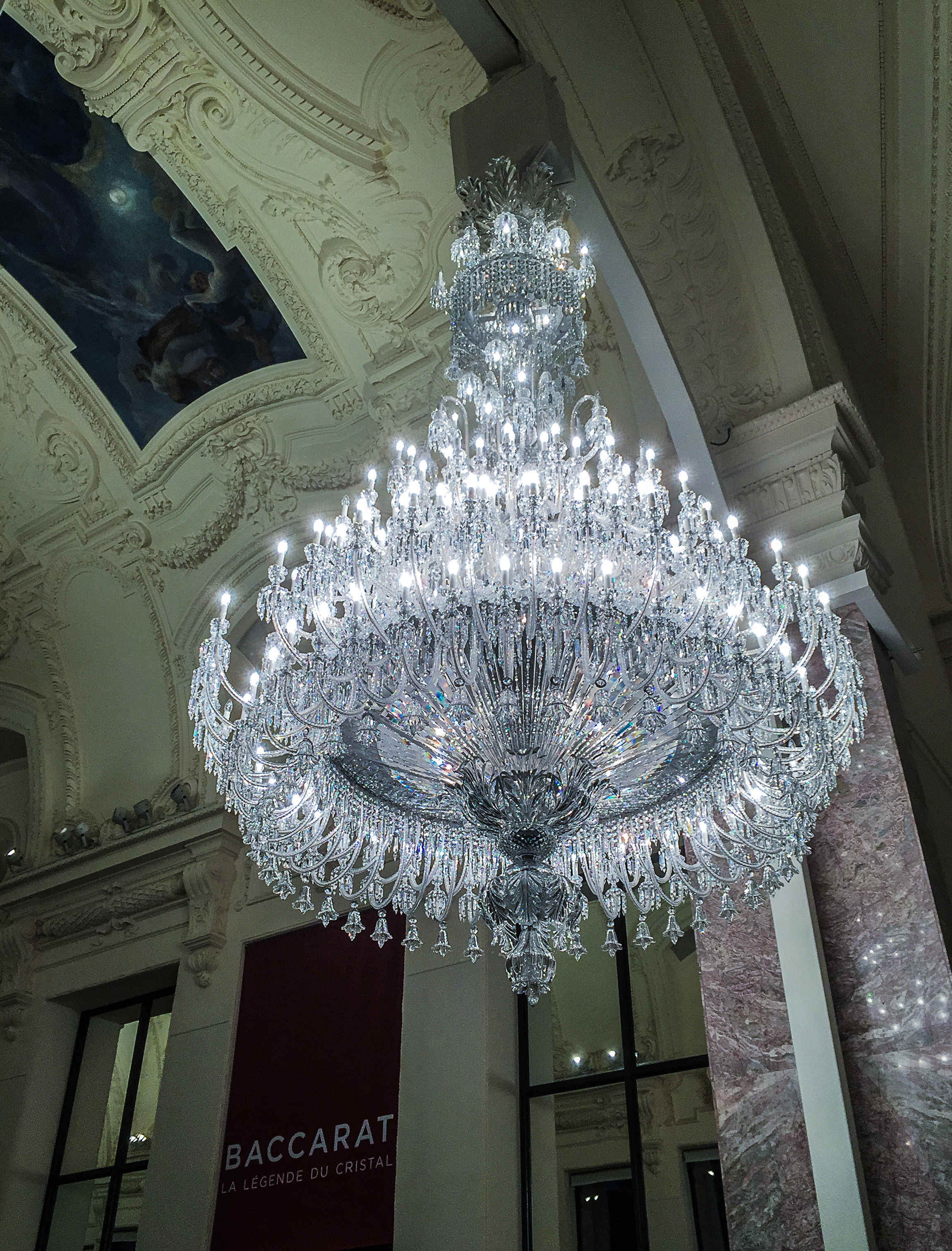
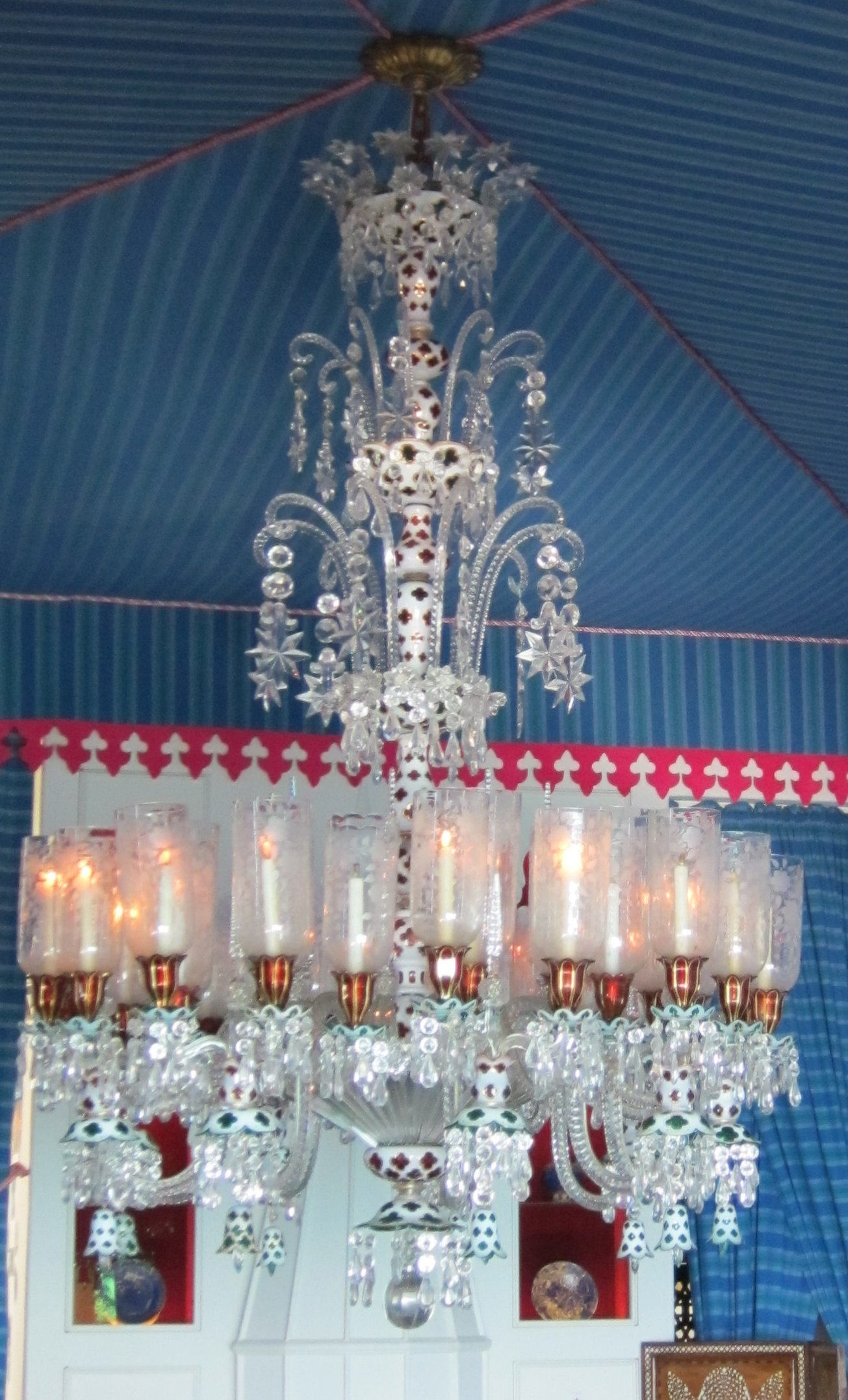
ثريا باكارات (1840) مصنوعة للسوق الهندية

مواقع أخرى ذات أهمية

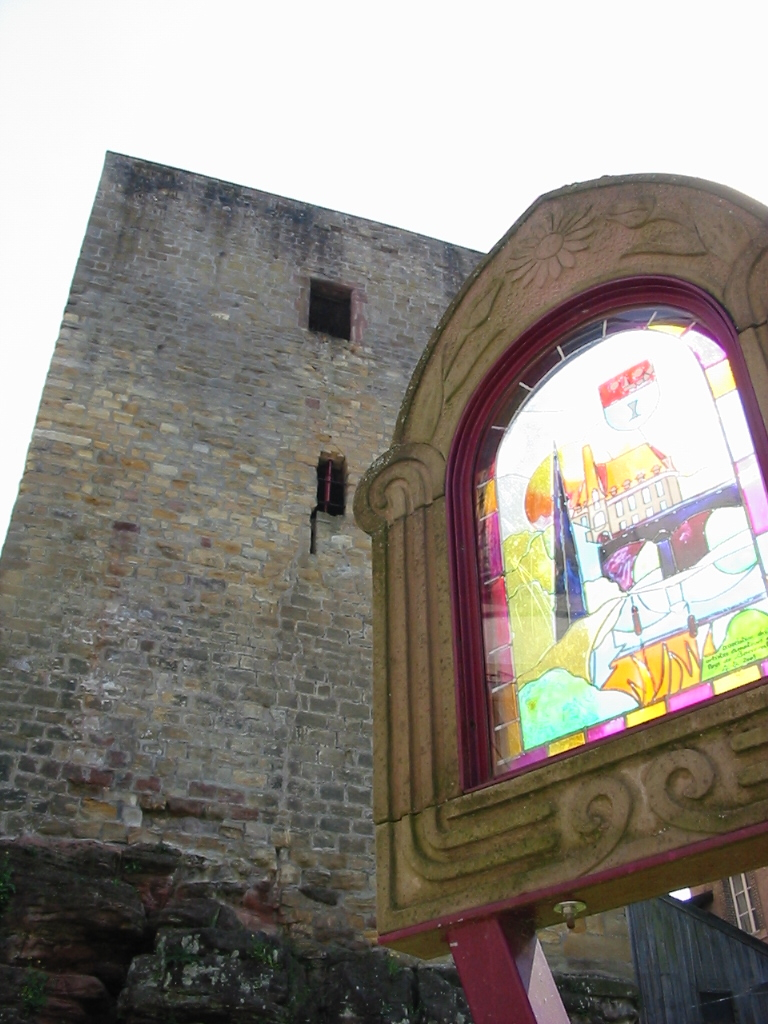
برج فوي

- برج فوي كان برج القلعة الذي بني في 1305 من قبل الكونت هنري الأول لحماية منازل الأقنان. يبلغ طوله 11.70 م في الشمال و14.70 م في الشرق وارتفاعه حوالي 30 م. تم بيعه في 1332 من قبل هنري الثالث إلى أدهيمار دي مونتي (أسقف ميتز) الذي بنى قلعة حولها ستبنى باكارات. تم هدم القلعة في منتصف القرن السابع عشر من قبل شارل الرابع، دوق لورين.
- مبنى البلدية على طراز النهضة الجديدة بني في 1924 من قبل المهندس المعماري ديفيل، مستلهمًا من المنازل الفلمنكية. تمثل الأزرار المنحوتة على الواجهة المهارات المختلفة لصناعة البلور. الدرج الكبير هو عمل جان بروفيه. تم تجديد المبنى بالكامل في 2004. تحتوي البلدية على العديد من العناصر المسجلة كأشياء تاريخية:
  - رسومات مؤطرة (1947)[30]
  - لوحات مؤطرة (القرن 19-20)[31]
  - 4 ثريات و6 سكونس من بلور باكارات (1925)[32]
- مبنى هاكسو يحتوي على لوحة لمنظر غابة المسجلة كعنصر تاريخي.[33]
- قاعة المجتمع تحتوي على عنصرين مسجلين كأشياء تاريخية:
  - 2 ثريات و2 سكونس (1925)[34]
  - 2 لوحات: خنزير تم اصطياده بواسطة فريق من دوبرمان و الضربة المزدوجة (1886)[35]
- متحف باكارات في 2 شارع البلور
- أربوريتم وحديقة الورود (حديقة ميشوت - 7 هكتارات) خلف فندق المدينة.
- دوار نافورة البلور بين مبنى البلدية وسانت ريمي دي باكارات
- أمثال لافونتين, مصنوعة من نوافذ زجاجية ملونة في إطارات من الحجر الرملي الوردي، تم تركيبها في مناطق مختلفة في المدينة.
- قطب المجوهرات

### التراث الديني

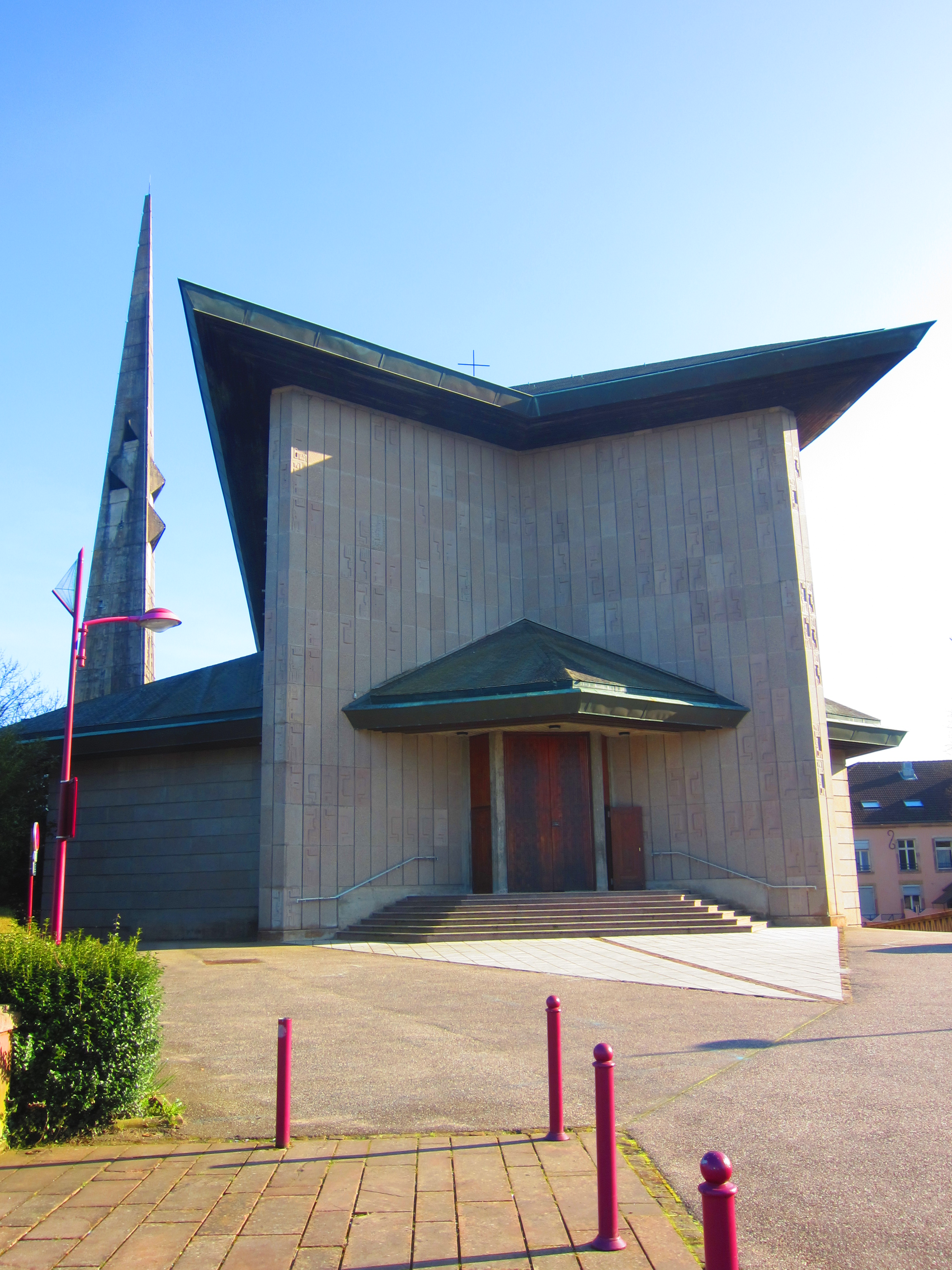
كنيسة سان ريمي

تحتوي البلدية على العديد من المباني والهياكل الدينية المسجلة كمعالم تاريخية:
- كنيسة سانت آن في 6 شارع البلور (1775)[36] كانت مخصصة لاستخدام موظفي مصنع الزجاج. تم بناؤها كملحق للكنيسة لبارش دنوفر في 1802 والآن تستخدم للمعارض الصيفية التي تنظمها مصنع باكارات.
- كنيسة سان ريمي في أو باتيس (1954)[37] تم تدميرها في 1944 وإعادة بنائها على الطراز الحديث. تم بناؤها بواسطة المهندس المعماري نيكولاس كازيس، وهي مبنية بالكامل باستخدام رمز المثلث - رمز الثالوث الأقدس. يبلغ ارتفاع برج الجرس ثلاثي الشكل 55 متراً ويحتوي على 3 أجراس. على كل جانب من الهيكل تمثل مجموعتان متماثلتان التلاميذ الاثني عشر، يمكن التعرف عليهم من خلال سماتهم التقليدية. تكمل الأثاث الحديدي المطروق الجميل الكنيسة: اثنان من مغسلة مع الأحواض في باكارات، ثرية، 2 من الحواجز في الصليب المتقاطع، الأمبون، التابernacle مع لوحاته الزجاجية وسبيل ماء عند قاعدة الصليب مع مسيح خشبي. هناك تمثالين آخرين في الأروقة الجانبية: سانت ريمي وعذراء وطفل (سيدة العطاء) من تصميم فرانسوا بروشيه. تحتوي الممرات الجانبية على منحوتات من حجر مُعاد تشكيله وبلور باكارات تمثل 14 محطة للصليب. يتكون سقف رائع (الأجمل من نوعه في أوروبا) من 130 عنصرًا خشبيًا مlaminated تزن 19 طناً. عند مدخل الكنيسة تم تركيب أورغن أنابيب من قبل جاكوت لافيرغن في المعرض في 1958 مع 3 لوحات ومجموعة 40. يحتوي الأورغن على 3,660 أنبوبًا. تحتوي الكنيسة على عنصرين مسجلين كأشياء تاريخية:
  - كأس (رقم 3) (القرن التاسع عشر)[38]
  - 48 زجاج ملون: التلاميذ و الجلجلة (1957)[39] تتكون الألواح من 4,000 بلاطة زجاجية بسماكة 2.5 سم مقطعة إلى 20,000 قطعة صغيرة من بلور باكارات مثبتة في الخرسانة. تستخدم المجموعة الملونة أكثر من 150 لونًا مما يجعلها فريدة من نوعها في العالم.

مواقع دينية أخرى ذات اهتمام
- كنيسة سانت كريستوفر (القرن الثاني عشر) تحتوي على بعض التماثيل.
- كنيسة سانت كاثرين (القرن السابع عشر)
- كنيسة سيدة الخلاص (القرن التاسع عشر)
- كنيسة سيدة همبيير (1948) تضيء بواسطة 20 نافذة زجاجية ملونة من تصميم غابرييل لير، ويوجد جرس من 6 أجراس باكارد في البرج.
- بقايا دير الكرمل (القرن الخامس عشر)
- تم تجديد كنيسة سانت جوزيف من بادمنيل في 2012.

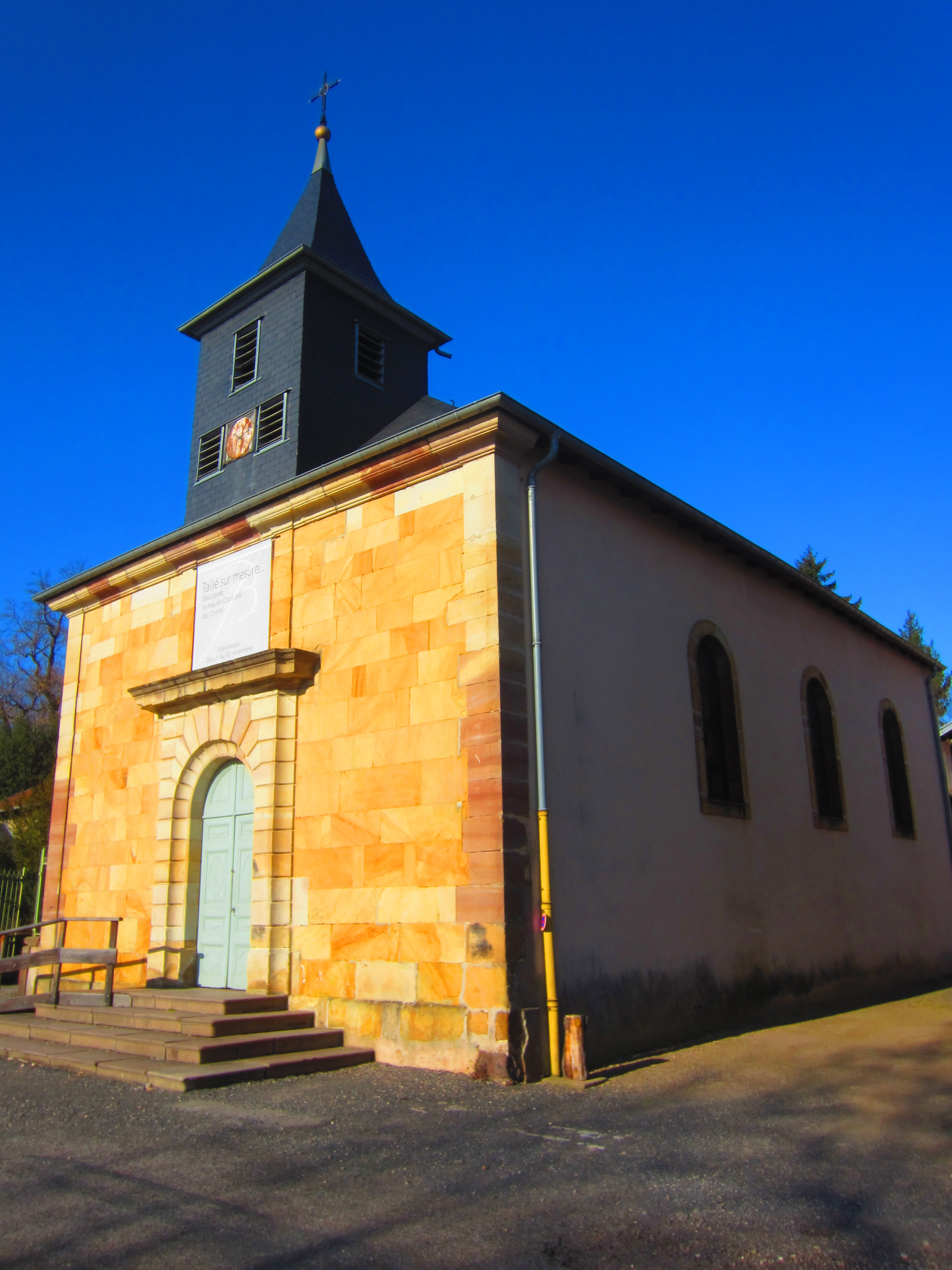
كنيسة سانت آن
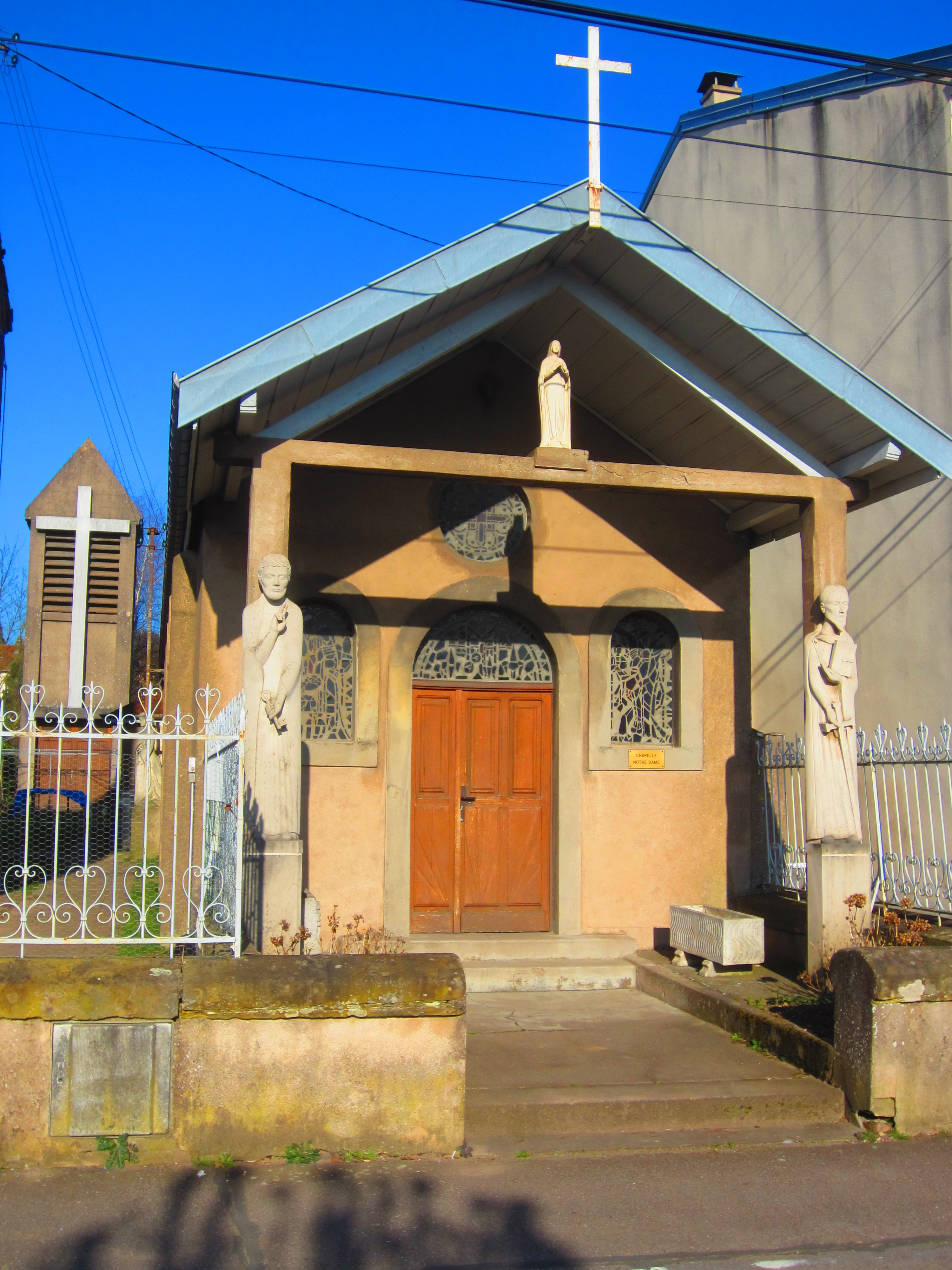
كنيسة سيدة همبيير
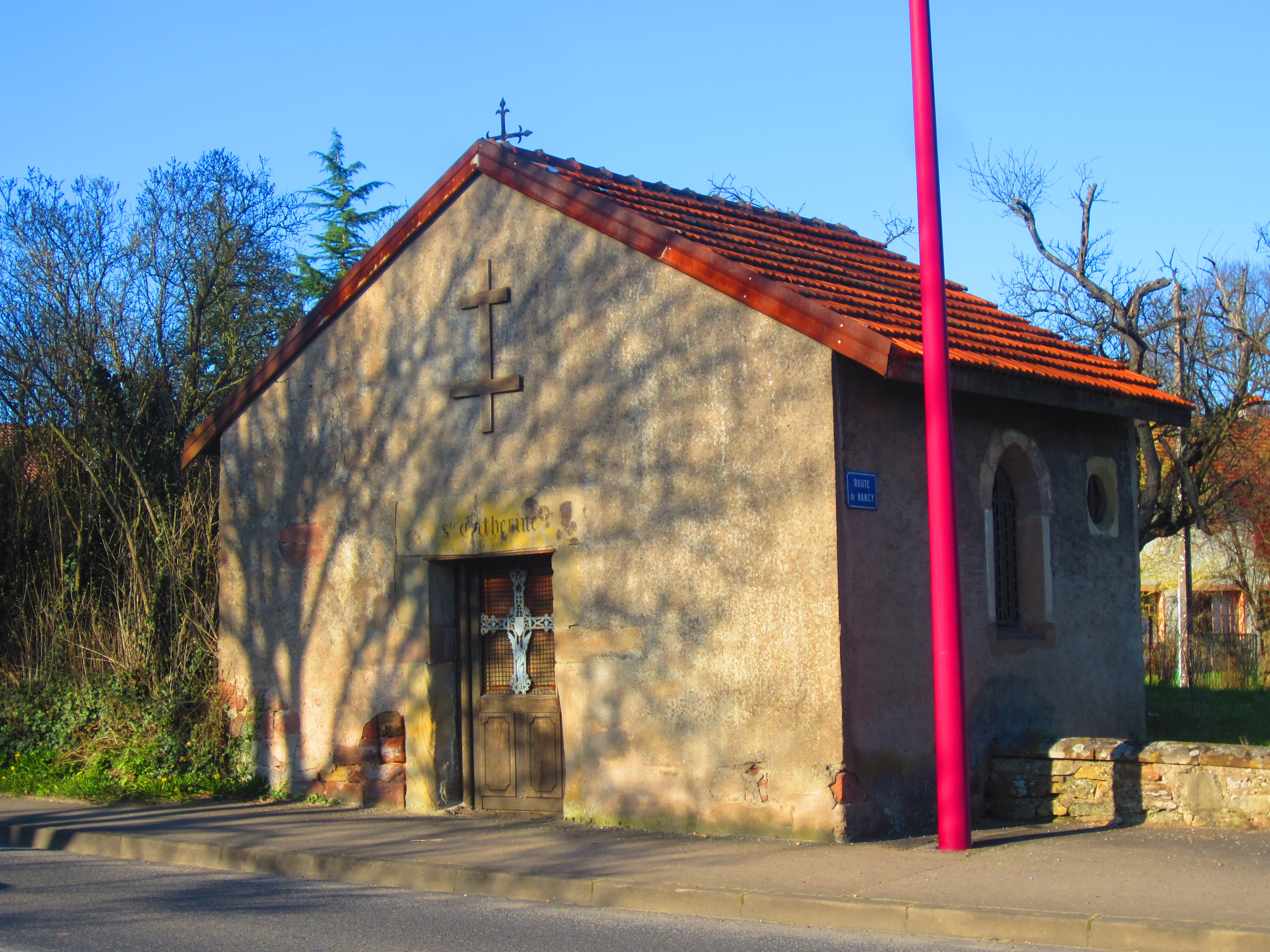
كنيسة سانت كاثرين
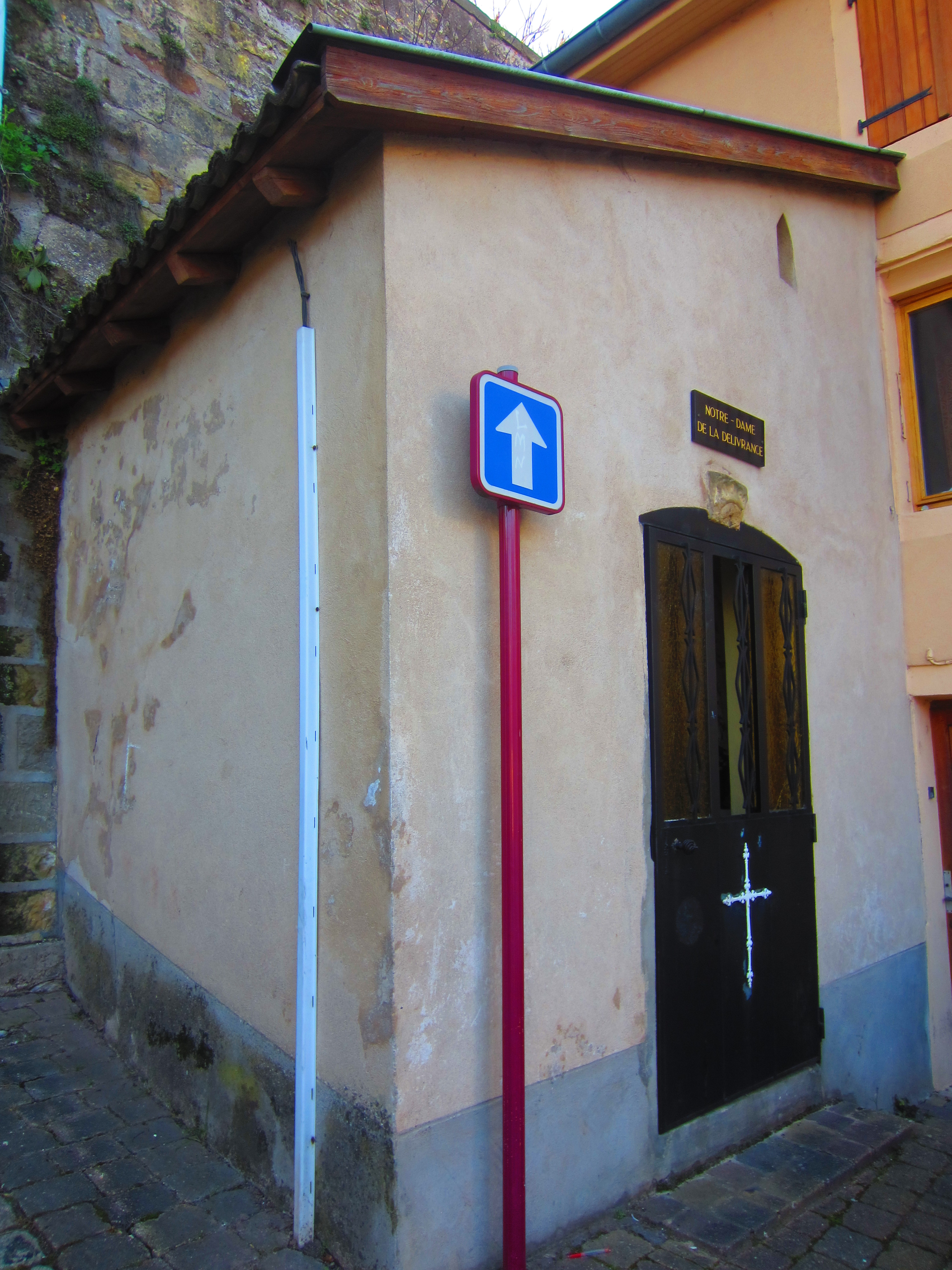
كنيسة سيدة الخلاص
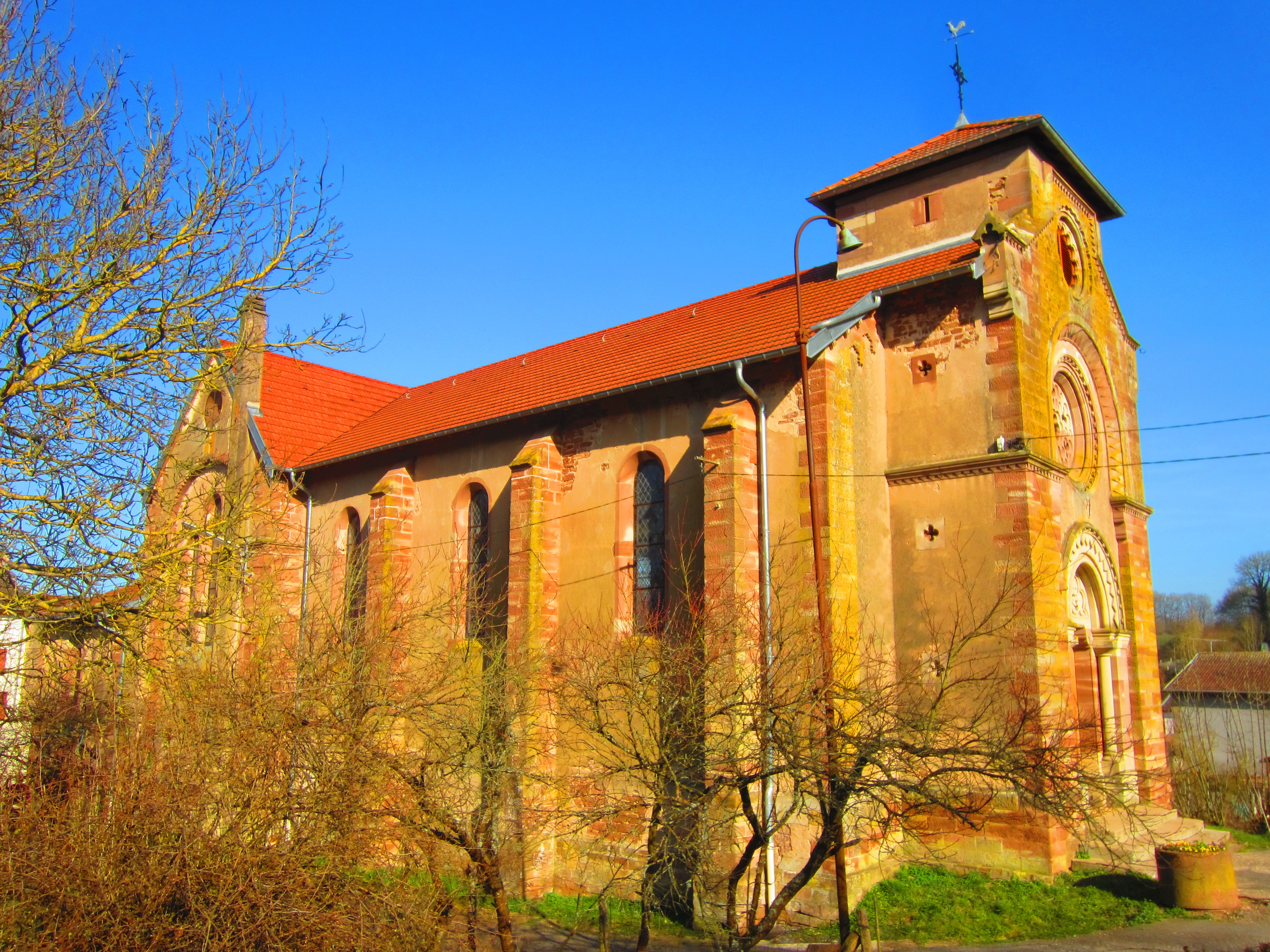
كنيسة سانت جوزيف من بادمنيل

### الحياة العسكرية

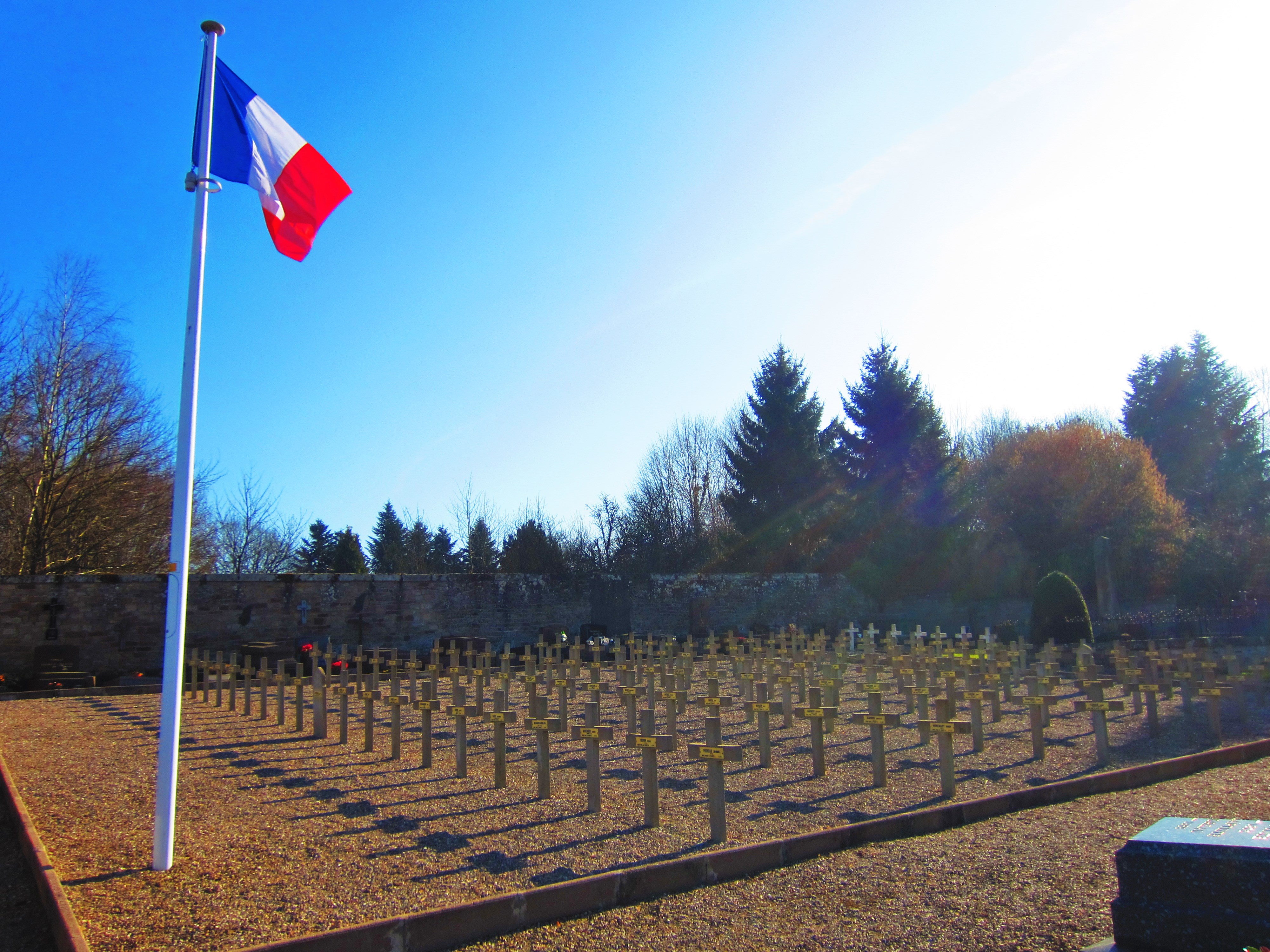
مقبرة باكارات العسكرية

كانت الكتيبة العشرون من الصيادين القدماء متمركزة في باكارات من 1906 إلى 1918.

### المهرجانات
- عيد فطيرة لورين يقام في الأحد الثاني من سبتمبر
- كرنفال الكبير يقام في مارس كل عامين
- الغرائب هو مسار اكتشاف للأعمال المعاصرة في حديقة ميشوت من منتصف يونيو حتى نهاية أغسطس
- المهرجان الدولي للحرف اليدوية (FIMA) يقام كل عامين

## شخصيات بارزة مرتبطة بالبلدية
- لويس آنسيل (1736–1802)، جنرال في جيش الجمهورية، توفي في باكارات.
- فرانسوا جيني (1861–1959)، محامٍ، ولد في باكارات.
- جان-ميشيل Bertrand (1943–2008)، سياسي، نائب عن آين، ولد في باكارات.
- إدوارد إغناس (1862–1924)، نائب سابق عن سين وكاتب دولة سابق للعدالة العسكرية.
- موريس جاوبير، ملحن ولد في 1900، أصيب في المعركة وتوفي في باكارات في 19 يونيو 1940.
- شارل بيكات (1870–1962)، رسام
- ميشيل-أوغست كول (1872–1949)، رسام
- أندريه ثيريون (1907–2001)، ناشط يساري وكاتب سوريالي

### الاقتباسات
1. 1 2  الدليل الجغرافي للبلديات، المعهد الجغرافي الوطني، QID:Q20894925
2. 1 2  الدليل الجغرافي للبلديات، المعهد الجغرافي الوطني، 2015، QID:Q20894925
3. ↑  Populations légales 2022 (بالفرنسية), Institut national de la statistique et des études économiques, 19 décembre 2024, QID:Q131560738 {{استشهاد}}: تحقق من التاريخ في: |publication-date= (help)
4. ↑  Base officielle des codes postaux (بالفرنسية), La Poste, 1er octobre 2018, QID:Q66049091 {{استشهاد}}: تحقق من التاريخ في: |publication-date= (help)
5. ↑  Annuaire de service-public.fr، QID:Q97451652
6. ↑  GeoNames (بالإنجليزية), 2005, QID:Q830106
7. ↑  باكارا في مسابقة المدن والقرى المزهرة نسخة محفوظة 10 ديسمبر 2014 على موقع واي باك مشين. (بالفرنسية)
8. 1 2 3  EB (1878).
9. ↑  خرائط جوجل نسخة محفوظة 2021-03-12 على موقع واي باك مشين.
10. ↑  باكارات على الموقع الرسمي لمدن الإنترنت نسخة محفوظة 2014-11-29 على موقع واي باك مشين. (بالفرنسية)
11. ↑  قائمة رؤساء البلديات في فرنسا (بالفرنسية) نسخة محفوظة 2018-11-24 على موقع واي باك مشين.
12. ↑  اللجنة الوطنية للتعاون اللامركزي (بالفرنسية) نسخة محفوظة 2014-04-06 at Archive.is
13. ↑  اسم سكان 54 - مورت وموزيل ، habitants.fr نسخة محفوظة 2016-12-19 at Archive.is
14. ↑  Des villages de Cassini aux communes d'aujourd'hui: Commune data sheet Baccarat, EHESS (بالفرنسية).
15. ↑  السكان عبر التاريخ منذ 1968 ، INSEE نسخة محفوظة 2022-09-27 على موقع واي باك مشين.
16. ↑  Overney, Pauline (13 Jun 2017). "#96". Lorraine Magazine (بfr-FR). Archived from the original on 2024-12-03. Retrieved 2023-04-05.{{استشهاد ويب}}:  صيانة الاستشهاد: لغة غير مدعومة (link)
17. ↑  وزارة الثقافة، ميريما IA54000952 مصنع بيرثلون للغاز (بالفرنسية)
18. ↑  وزارة الثقافة، باليسي IM54004518 عداد الغاز (بالفرنسية)
19. ↑  وزارة الثقافة، ميريما IA54000960 مصنع المعادن (بالفرنسية)
20. ↑  وزارة الثقافة، ميريما IA54001021 محطة الطاقة الكهرومائية (بالفرنسية)
21. ↑  وزارة الثقافة، ميريما IA54001014 مصنع الغاز (بالفرنسية)
22. ↑  وزارة الثقافة، ميريما IA54001019 قلعة (بالفرنسية)
23. ↑  وزارة الثقافة، ميريما IA54001025 مجمع مصنع الزجاج IA54001015 مصنع سانت آن للزجاج (بالفرنسية)
24. ↑  وزارة الثقافة، باليسي IM54004536 لوحة زجاجية ملونة تصور عمال الزجاج (بالفرنسية)
25. ↑  وزارة الثقافة، ميريما IA54000959 منشار خشب (بالفرنسية)
26. ↑  وزارة الثقافة، ميريما IA54000966 مصنع دروارد وبيرثولت للقفل والمعادن (بالفرنسية)
27. ↑  وزارة الثقافة، ميريما IA54000953 مصنع الألبان (بالفرنسية)
28. ↑  وزارة الثقافة، ميريما IA54000954 مطحنة دنوفر (بالفرنسية)
29. ↑  وزارة الثقافة، ميريما IA54001024 مدينة العمال (بالفرنسية)
30. ↑  وزارة الثقافة، باليسي، الرسومات: PM54001379 الكنيسة بعد تدميرها في 1944 PM54001378 الكنيسة بعد تدميرها في 1944 (بالفرنسية)
31. ↑  وزارة الثقافة، باليسي، اللوحات: PM54001377 شلال PM54001376 الكنيسة في حالة خراب Champigneulles، قرية لورين شارع يطل على واد بحيرة وقرية (نهر) بحيرة وقارب صغير (مكان للسباحة) 3 بوحات في المستنقع La Pexure: مجرى مائي في قرية تحت شجرة كبيرة منظر جبلي بحري (أو رغوة) البوحات في الخريف مع خلفية جبلية (بالفرنسية)
32. ↑  وزارة الثقافة، باليسي PM54001366 4 ثريات و6 سكونس (بالفرنسية)
33. ↑  وزارة الثقافة، باليسي PM54001380 لوحة: منظر الغابة (بالفرنسية)
34. ↑  وزارة الثقافة، باليسي PM54001365 2 ثريات و2 سكونس (بالفرنسية)
35. ↑  وزارة الثقافة، باليسي PM54001364 2 لوحات: خنزير تم اصطياده بواسطة فريق من دوبرمان و الضربة المزدوجة (بالفرنسية)
36. ↑  وزارة الثقافة، ميريما IA54001020 كنيسة سانت آن (بالفرنسية) {{{1}}}
37. ↑  وزارة الثقافة، ميريما PA54000078 كنيسة سان ريمي (بالفرنسية)
38. ↑  وزارة الثقافة، باليسي IM54009564 كأس رقم 3 (بالفرنسية)
39. ↑  وزارة الثقافة، باليسي IM54002454 48 زجاج ملون: التلاميذ و الجلجلة (بالفرنسية)

### المكتبة
- "Baccarat" ، Encyclopædia Britannica (ط. 9th)، New York: Charles Scribner's Sons، ج. II، 1878، ص. 194.

## روابط خارجية
- الموقع الرسمي لمدينة باكارات (بالفرنسية)
- موقع مصنع الزجاج باكارات (بالفرنسية)
- باكارات على خريطة كاسيني 1750